# Palais des sports de Beaublanc
Der Palais des sports de Beaublanc (deutsch Sportpalast von Beaublanc) ist eine Mehrzweckhalle in der französischen Stadt Limoges, Hauptstadt des Département Haute-Vienne. Der 1929 gegründete Basketballclub Limoges CSP trägt hier seine Heimspiele aus. Der Handballclub Limoges Handball nutzt, neben dem Zénith Limoges Métropole, einem überdachten Amphitheater, die Veranstaltungshalle als Spielstätte. Zu Basketballspielen bietet die Halle 5516 Plätze. Seit der Eröffnung des Zénith Limoges Métropole 2007 werden Konzerte in der größeren und moderneren Halle veranstaltet.

## Geschichte
Die Arena wurde 1981 eröffnet und war zwei Jahre später einer von drei Austragungsorten der Basketball-Europameisterschaft 1983. 1987 war sie Austragungsort des ersten All-Star-Game der französischen Basketballliga LNB. Markantestes Merkmal der Halle ist die Dachkonstruktion in Form eines Reitsattels, ähnlich dem Saddledome in der kanadischen Stadt Calgary. Bis zum Umzug in den Sportpalast 1981 spielte Limoges CSP im Salle municipale des Sœurs de la Rivière, der für die Bedürfnisse des Clubs zu klein war. Die Sportarena war bis zur Eröffnung des Palais des Sports de Pau in Pau 1991 über zehn Jahre die größte Basketballhalle des Landes. Mit der neuen Heimat kam auch der Erfolg für den Limoges CSP. Der Club legte hier die Grundsteine für elf französische Meistertitel (seit 1983), drei Pokalsiege (1994, 1995, 2000), den Gewinn des Europapokals der Landesmeister 1993, des Europapokals der Pokalsieger 1988 und des Korać-Cup (1982, 1983, 2000). 
Neben Basketball und Handball wird der Palais des sports für weitere Sportveranstaltungen wie u. a. Tennis genutzt. Im Viertelfinale des Davis Cup 1996 trafen Frankreich und Deutschland in der Arena in Limoges aufeinander. Die deutsche Mannschaft mit Boris Becker, Marc-Kevin Goellner (im Doppel) sowie Hendrik Dreekmann und David Prinosil (im Einzel) unterlagen glatt mit 0:5. Im Februar 2013 fand in der ersten Runde der Weltgruppe II im Fed Cup zwischen den Frauennationalmannschaften von Frankreich und Deutschland statt. Die deutsche Mannschaft siegte mit 3:1.

## Galerie

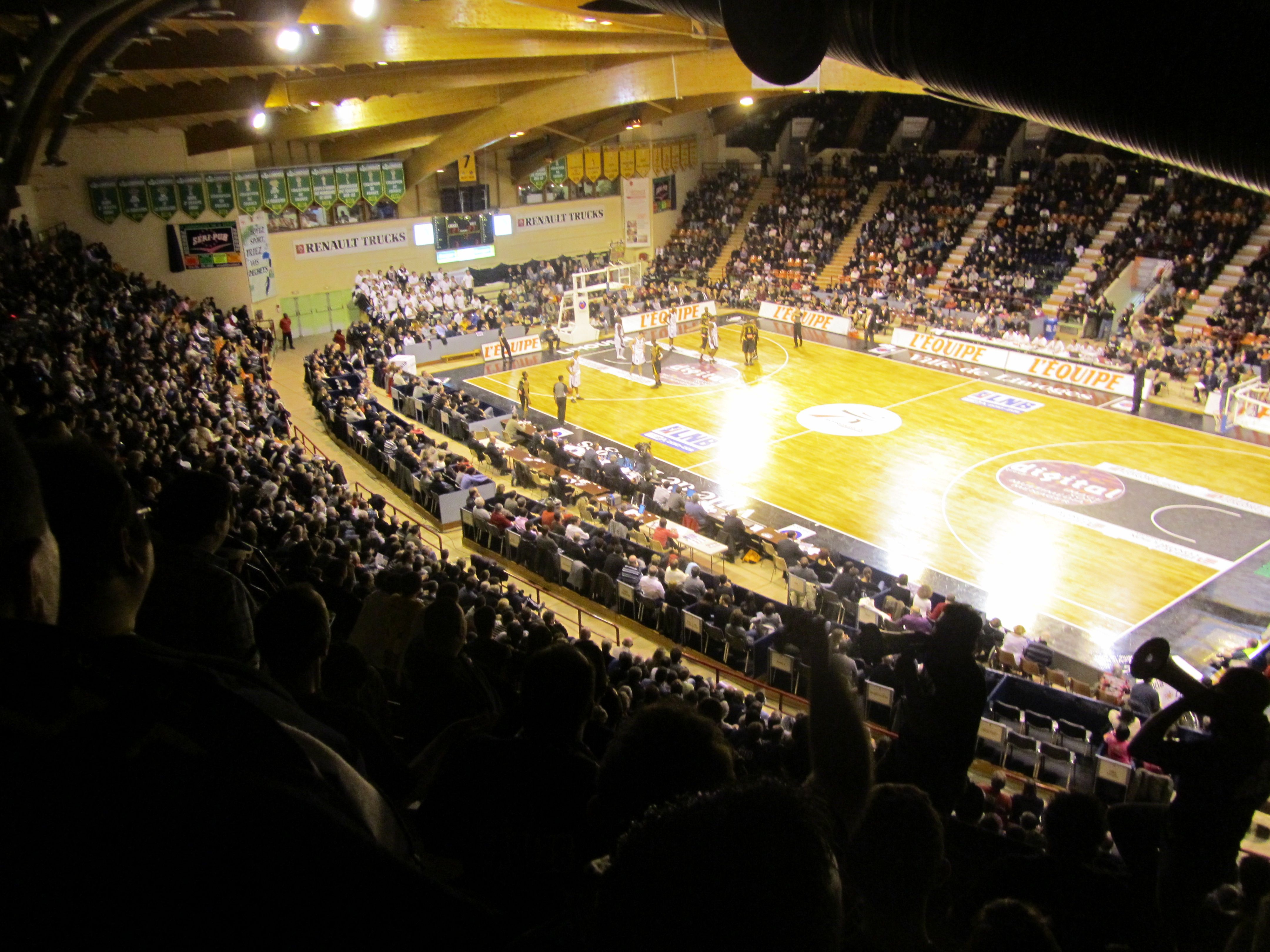
Blick in den Palais des sports (Dezember 2010)
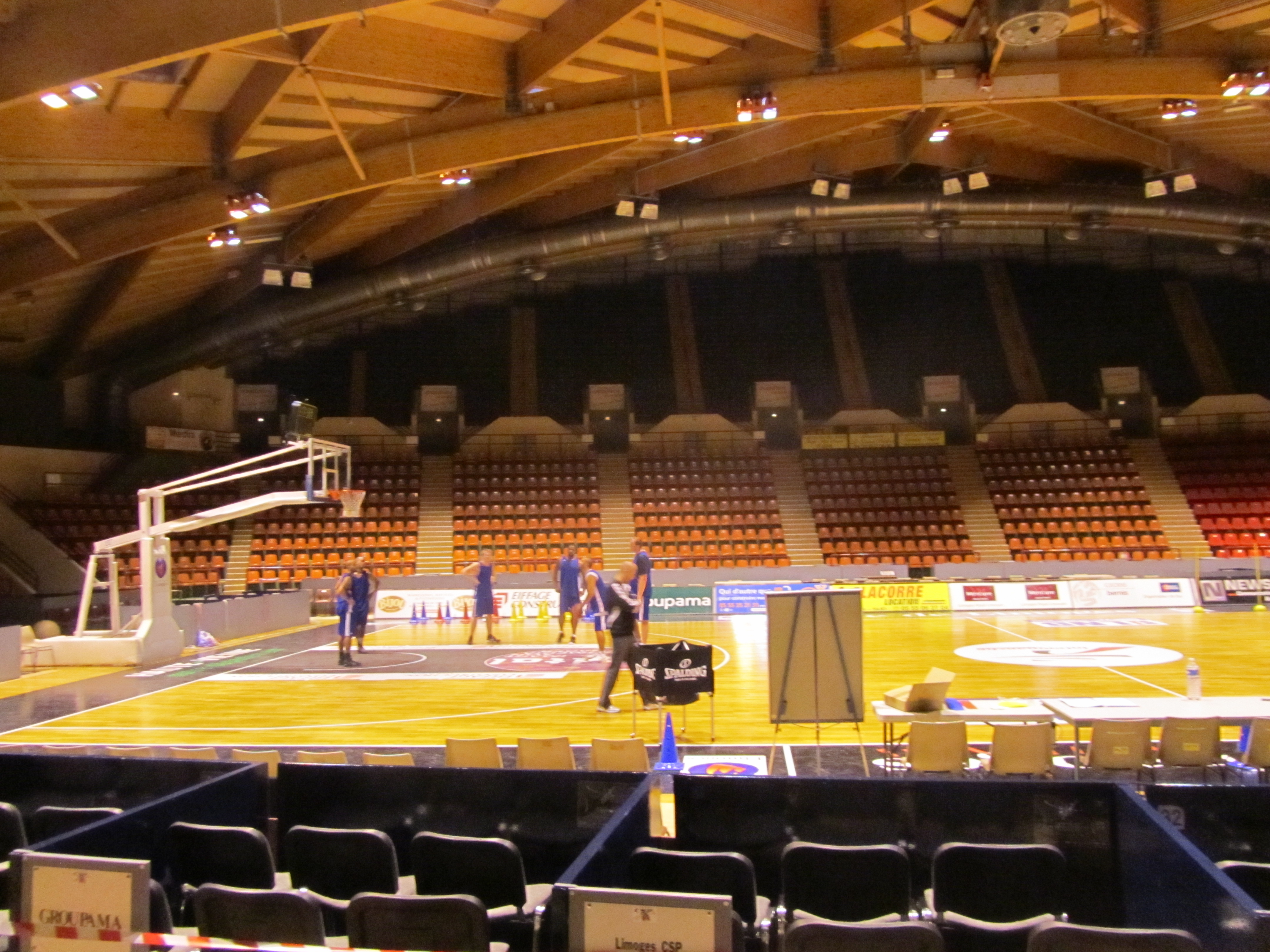
Blick auf die Tribünen (Dezember 2010)
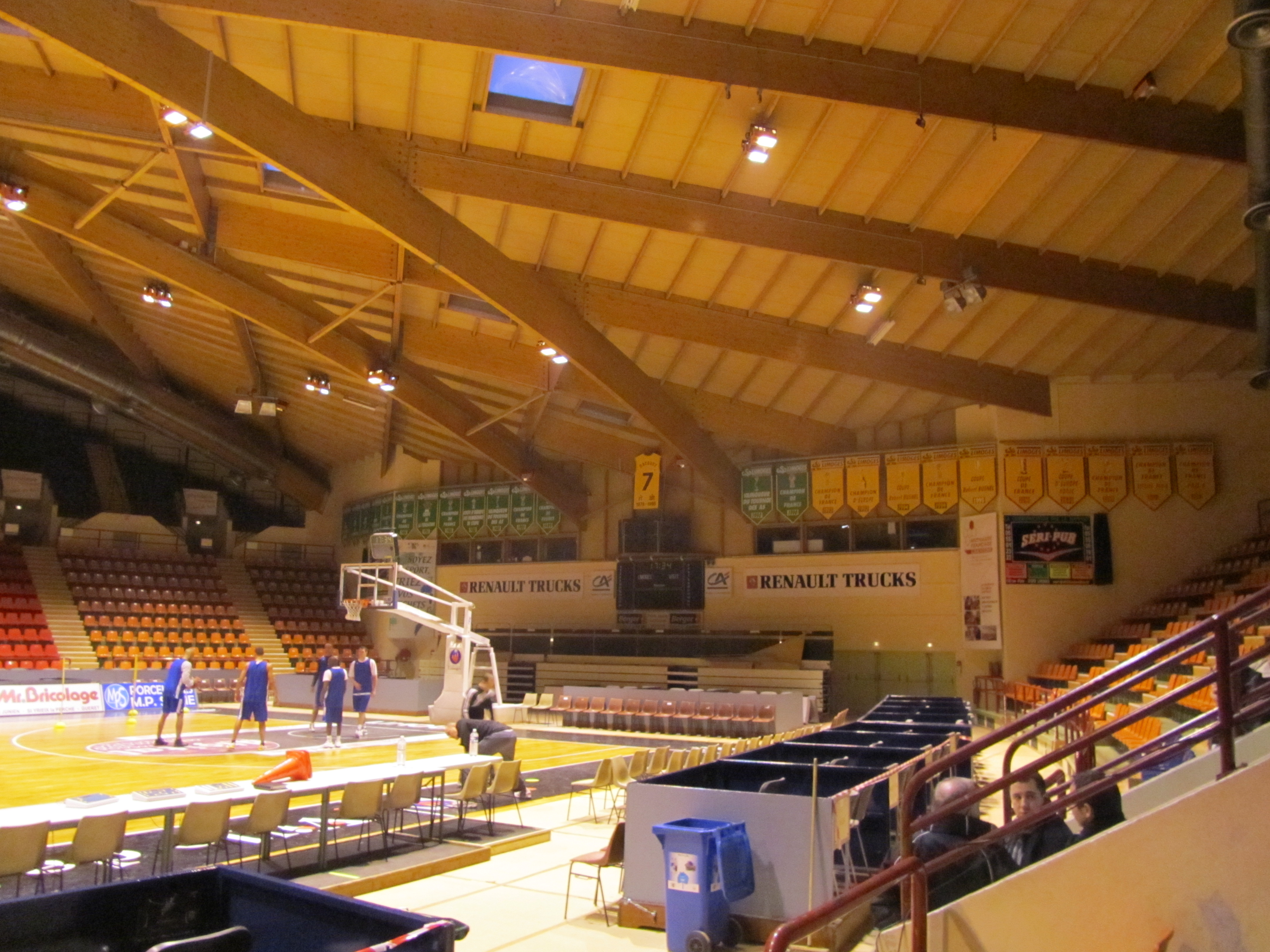
Die Banner für die Erfolge des Limoges CSP unter dem Hallendach. Das Trikot mit der Nummer 7 wird zu Ehren von Richard Dacoury nicht mehr vergeben (Dezember 2010).
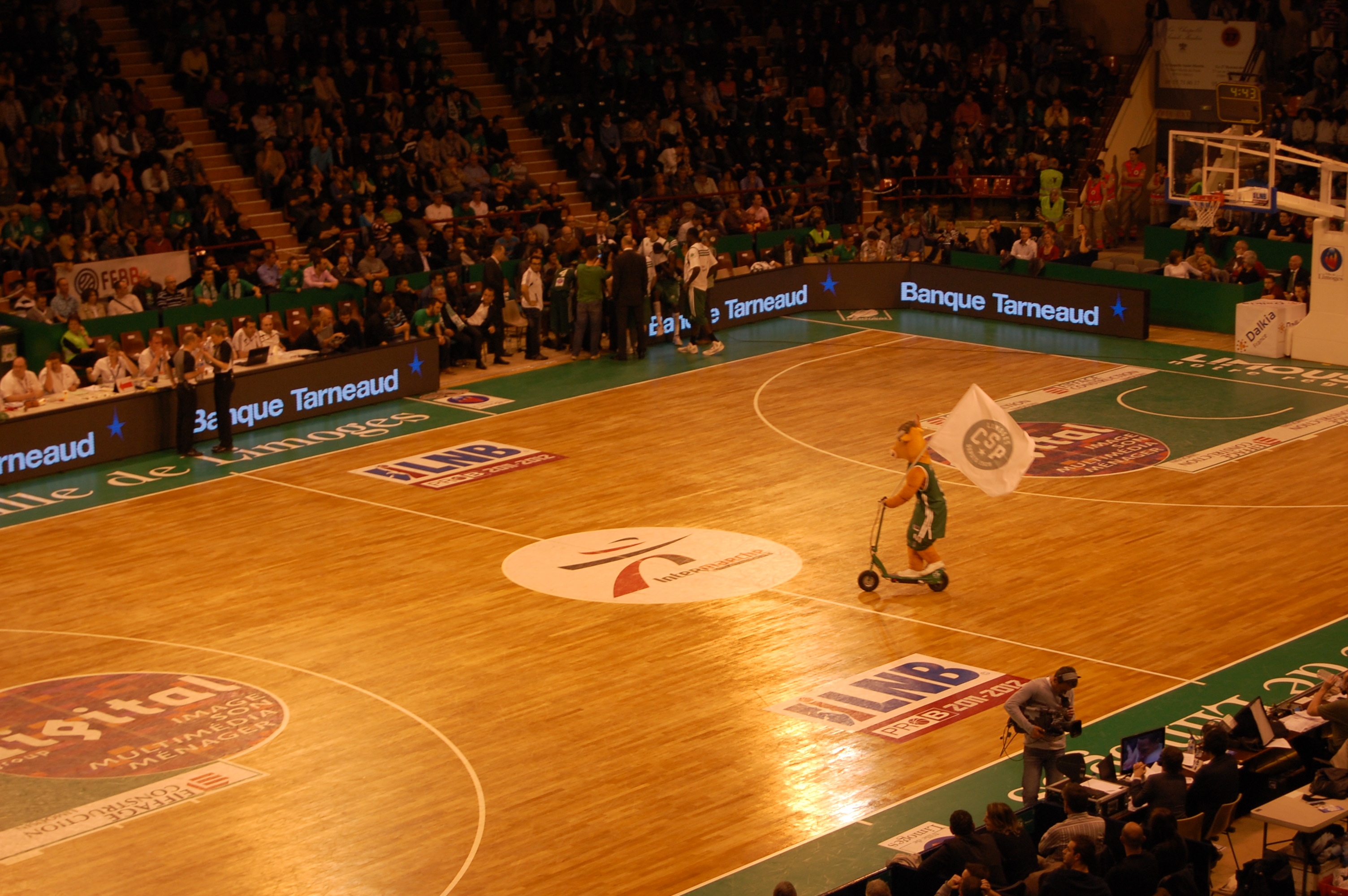
Das Maskottchen August auf dem Spielfeld (April 2012)